# Chrysops intrudens
Chrysops intrudens är en tvåvingeart som beskrevs av Samuel Wendell Williston  1895. Chrysops intrudens ingår i släktet Chrysops och familjen bromsar. Inga underarter finns listade i Catalogue of Life.